# IMP-16

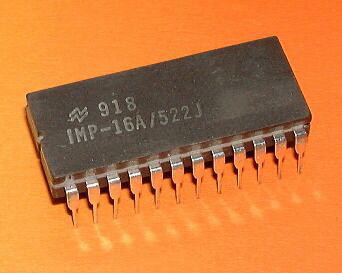
IMP 16A

Az IMP-16 volt a világ első 16 bites mikroprocesszora; a National Semiconductor cég által gyártott, több chippel megvalósított mikroprocesszor 1973-ban jelent meg.
Öt PMOS típusú integrált áramkörből állt: négy négybites RALU (regiszter és ALU) chip (ezek tkp. IMP-00A bitszelet-processzorok voltak) biztosította az adatutat, valamint egy CROM (Control and ROM, vezérlés és ROM) látta el az utasításvégrehajtás vezérlését és tárolta a mikrokódot.
A processzor négy 16 bites akkumulátort tartalmaz, amelyekből kettőt indexregiszterként lehet használni. Az utasításkészlet-architektúra hasonló a Data General Nova miniszámítógépéhez. Kb. 700 kHz-es órajelen működött. A processzor alapértelmezésben nem kezelt lebegőpontos adatokat, de 1975-ben kiadtak hozzá egy lebegőpontos firmware-t.
Az IMP-16-ot később felváltotta a National Semiconductor PACE egychipes processzora, majd azt követte az INS8900 szintén egychipes processzor. Ezek a processzorok hasonló architektúrával rendelkeztek, de nem voltak binárisan kompatibilisek.

## Fordítás
- Ez a szócikk részben vagy egészben  az   IMP-16 című angol Wikipédia-szócikk ezen változatának fordításán alapul.  Az eredeti cikk szerkesztőit annak laptörténete sorolja fel. Ez a jelzés csupán a megfogalmazás eredetét és a szerzői jogokat jelzi, nem szolgál a cikkben szereplő információk forrásmegjelöléseként.